# Wahlen 1961
◄◄ | ◄ | 1957 | 1958 | 1959 | 1960 | Wahlen 1961 | 1962 | 1963 | 1964 | 1965 | ► | ►►

Weitere Ereignisse
Eine Auswahl von Wahlen, die im Jahre 1961 stattfanden:

## Afrika
- Referendum zur Selbstbestimmung Algeriens (fand in Algerien, im Mutterland Frankreich und in den Überseegebieten statt)
- Parlamentswahl in Äthiopien 1961
- Parlamentswahl in Belgisch-Urundi 1961
- Präsidentschaftswahl in Guinea 1961
- Wahlen zum Gesetzgebenden Rat in Kenia 1961
- Parlamentswahlen in Niasaland (heute Malawi) 1961
- Präsidentschaftswahlen in der Republik Kongo 1961 – Präsident Fulbert Youlou ist einziger Kandidat und wird wiedergewählt
- Referendum in Ruanda 1961
- Parlamentswahlen in Sansibar Januar 1961
- Parlamentswahlen in Sansibar Juni 1961
- Verfassungsreferendum in Somalia 1961
- Parlamentswahlen in Südafrika 1961 (18. Oktober) – Hendrik Frensch Verwoerd bleibt Ministerpräsident
- Wahl zum Legislativrat auf Sansibar im Januar 1961
- Wahlen zum Legislativrat in Kenia 1961
- Südwestafrika: Wahlen zur South West African Legislative Assembly 1961

## Asien
- Israel: Parlamentswahl am 15. August
- Iran: Parlamentswahl am 4. März
- Philippinen: Parlamentswahl am 14. November
- Syrien: Parlamentswahl am 1. / 2. Dezember

## Europa

### Deutschland
- Am 17. September Bundestagswahl
- Am 12. November Bürgerschaftswahl in Hamburg.
- Am 19. September Kommunalwahlen in der DDR 1961

### Österreich
- Am 12. März Landtagswahl in der Steiermark.
- Am 22. Oktober Landtagswahl in Oberösterreich.
- Am 22. Oktober Landtagswahl in Tirol.

### Sonstiges Europa
- Belgien: Wahlen am 4. März
- Frankreich: Referendum zur Selbstbestimmung Algeriens am 8. Januar
- Griechenland: Parlamentswahl am 29. Oktober, siehe auch Parlamentswahl 1963
- Irland: Wahlen am 4. Oktober
- Norwegen: Parlamentswahl am 11. September
- Polen: Parlamentswahl am 16. April
- Portugal: Parlamentswahl am 29. Januar
- Schweiz: Bundesratswahl 1961 am 15. Juni
- Türkei: Verfassungsreferendum in der Türkei 1961 am 9. Juli